# Генерал (ЈНА)
Генерал је био највиши војни чин у Југословенској народној армији (ЈНА).
Највиши ранг у теорији, маршал Југославије, био је створен за Јосипа Броза Тита и он га је једини држао. Генералски чин представља чин ранга генерала са пет звездица у ЈНА, а еквивалент је рангу вицемаршала у армијама попут Северне Кореје. Уз овај чин додељиван назив вида оружаних снага.
Представљао је чин који је требало да буде додељиван заменицима Врховног команданта Оружаних снага СФРЈ. 
Након завршетка Другог светског рата у Југословенској армији уведен је 1955. године као највиши генералски чин. Једина особа која је разматрана за унапређење у овај чин био је генерал армије Иван Гошњак, као заменик Врховног команданта 1964. године. 
Иако је овај чин требало да буде највиши генералски у ЈНА, нико није унапређен. Разлог је била клаузула у војном закону да се може заслужити након рата. Изменама Закона о народној одбрани 1974. године, овај чин је укинут.
Након тога највиши војни чинови у ЈНА су били је генерал армије за копнену војску и ваздухопловство ЈНА и адмирал флоте, за југословенску морнарицу. Ова два чина унапређивани су сви савезни секретари за народну одбрану, у зависности ком виду војске су припадали.

## Изглед еполете
Изглед еполете генерала ЈНА настао је 1955. године када у Југословенској народној армији траје процес дестаљинизације армије. Еполета је била оивичена украсном испреплетаном златном храстовом опшивком, док се у еполети налазе два златна свежња пшеничног класја на којима се налазе  укрштени војни мач и жезло а изнад њих су биле пет златних петокраких звезда које су симболизовале социјализам као и у већини армија социјалистичких држава. У копненој војсци боја еполете била је сиво-маслинасто-браон док је у РВиПВО била оловно-плава.